# 月明夫人
月明夫人（韓語：월명부인，?—?），朴氏，又作阿尼夫人，新羅第28代君主真德女王的母亲。
月明夫人是滿天葛文王的女儿，嫁给新罗第26代君主真平王的弟弟金国饭。生下女儿金胜曼。善德女王十六年（仁平十四年，647年），新罗第27代君主善德女王去世，没有子女。月明夫人的女儿金胜曼即位，为真德女王。

## 家族
- 父亲：滿天葛文王，又作奴追葛文王
  - 丈夫：金国饭，真平王的弟弟，金铜轮的儿子
    - 女儿：真德女王金胜曼